# Narciso Suárez Amador
Narciso Suárez Amador (Valladolid, 18 de julio de 1960) es un deportista español que compitió en piragüismo en la modalidad de aguas tranquilas.
Participó en cuatro Juegos Olímpicos de Verano, entre los años 1980 y 1992, obteniendo una medalla de bronce en Los Ángeles 1984, en la prueba de C2 500 m (junto con Enrique Míguez). Además, obtuvo tres diplomas olímpicos: en Moscú 1980 fue séptimo en C2 500 m, en Los Ángeles 1984 fue séptimo en C2 1000 m y en Seúl 1988 fue séptimo en C1 500 m.
En 1994 fue condecorado con la Medalla de Plata de la Real Orden del Mérito Deportivo. Ese mismo año se convirtió en entrenador del equipo español de piragüismo, y entre 2009 y 2014 fue presidente de la Federación de Piragüismo de Castilla y León.

## Palmarés internacional
| Juegos Olímpicos | Juegos Olímpicos             | Juegos Olímpicos  | Juegos Olímpicos |
| Año              | Lugar                        | Medalla           | Competición      |
| ---------------- | ---------------------------- | ----------------- | ---------------- |
| 1984             | Los Ángeles (Estados Unidos) | Medalla de bronce | C2 500 m         |